# Saint-Quentin-les-Anges

Saint-Quentin-les-Anges este o comună în departamentul Mayenne, Franța. În 2009 avea o populație de 401 de locuitori.